# Христо Ковачевски
Христо Стоянов Ковачевски (14 ноември 1860 - 9 ноември 1949) е български архитект.

## Биография
Роден е на 14 ноември 1860 г. в Кюстендил. Начално образование получава в родния си град. Завършва гимназия в Лом (1885). Учителства в Кюстендилското държавно педагогическо училище (1886). Като стипендиант на Министерството на народната просвета завършва архитектура във Виенската политехника (Австрия, 1893).
Инспектор в Министерството на обществените сгради, пътищата и благоустройството (1893), по-късно началник отделение „Архитектура“. Проектира и ръководи строежа на мъжката гимназия в Русе (1893), девическата гимназия във Велико Търново, митрополията във Варна и др. Архитект по поддържане на Евксиноградския дворец и парка (1900). Съосновател на Варненското археологическо дружество в началото на юни 1902 г..
По покана на Кюстендилското общинско управление е назначен за началник на техническото отделение в общината (1906-09). Проектира реконструкция на Централната градска баня, каптажа на топлите минерални извори и подобряване водоснабдяването на града, сградата на читалище „Братство“ (1908), жилищни и обществени сгради.
Преподава в Средното техническо училище „Христо Ботев“ (София), специалност домостроителство (1909), преподавател по геодезия и горска архитектура при Агрономическия факултет на Софийския университет (1919-23).
През 1923-26 г. е отново в Министерството на обществените сгради, пътищата и благоустройството. До пенсионирането си (1936) е архитект инспектор в Дирекцията по постройките на БДЖ, Дирекцията по настаняване на бежанците, възстановяване щетите от земетръса и в Министерството на търговията и минералните богатства.